# Transformers: Chiến binh cuối cùng
Transformers: Chiến binh cuối cùng (tên gốc tiếng Anh: Transformers: The Last Knight) là một bộ phim hành động khoa học viễn tưởng năm 2017. Đây là phần phim thứ năm của loạt phim Transformers và là phần tiếp theo của phim điện ảnh Transformers 4: Kỷ nguyên hủy diệt. Vẫn do Michael Bay đạo diễn, Transformers: Chiến binh cuối cùng có sự trở lại của nam diễn viên Mark Wahlberg, người đóng vai nhân vật chính Cade Yeager trong phần bốn, cùng với Josh Duhamel, John Turturro và Glenn Morshower quay lại với các vai diễn cũ trong ba phần phim đầu, và Laura Haddock, Anthony Hopkins là các diễn viên mới xuất hiện trong phần phim. Qua các bài phỏng vấn, Bay và Wahlberg đều công bố rằng cả hai người sẽ không trở lại trong phần phim tiếp theo.
Transformers: Chiến binh cuối cùng được ra mắt tại Odeon Leicester Square ở London vào ngày 18 tháng 6 năm 2017, và được công chiếu rộng rãi tại Mỹ, Việt Nam cùng nhiều quốc gia khác vào ngày 21 tháng 6 năm 2017 bởi Paramount Pictures dưới định dạng 2D tiêu chuẩn, 3D và IMAX 3D. Cũng giống như phần phim trước đó, phim nhận được vô số lời chỉ trích tiêu cực, với lượng đồng thuận 15% trên trang Rotten Tomatoes, trở thành phim có mức đánh giá tệ nhất trong thương hiệu. Phim thu về tổng cộng hơn $605,4 triệu USD toàn cầu so với kinh phí làm phim 217 triệu USD, trở thành phim điện ảnh có doanh thu cao thứ 10 năm 2017, tính đến tháng 7 cùng năm. Một phim điện ảnh ngoại truyện lấy tên Bumblebee, được công chiếu vào ngày 8 tháng 6 năm 2018. Phần phim thứ sáu được công chiếu vào ngày 28 tháng 6 năm 2019.

## Nội dung
Năm 484 sau Công nguyên, phù thủy Merlin của Vua Arthur đã tạo lập một liên minh với các Hộ vệ của Iacon, một đội gồm mười hai Transformer đang lẩn trốn trên Trái Đất. Các Hộ vệ đã đưa Merlin một cây trượng ngoài hành tinh, hóa thành một rồng máy khổng lồ để giúp Arthur chiến thắng người Saxons.
Ngày nay, hầu hết các chính phủ trên toàn Trái Đất đã đẩy Transformer ra ngoài vòng pháp luật, và hiệp hội đa quốc gia Transformer Reaction Force (TRF) đã được thành lập với mục đích tiêu diệt tất cả các người máy ngoài hành tinh. Dù thiếu vắng Optimus Prime, người máy đã rời Trái Đất để tìm kiếm đấng kiến tạo, các Transformer mới vẫn tiếp tục đến Trái Đất thường xuyên; chiếc phi thuyền mới nhất đã hạ cánh xuống đống đổ nát của thành phố Chicago, và đã được một nhóm trẻ tìm ra. Khi đội TRF chạm trán lũ trẻ, chúng đã được cứu thoát bởi Izabella, một cô bé đã sống sót sau trận Đại chiến Chicago cùng với hai người bạn Transformer của cô là Sqweeks và Canopy, nhưng Canopy sau đó đã bị đội TRF tiêu diệt. Bumblebee và Cade Yeager sau đó đã tới và giúp chúng trốn thoát, nhưng Yeager lại không thể cứu được một Transformer đang bị kẹt lại trong phi thuyền. Trước khi chết, người máy chiến binh đã đưa cho Yeager một chiếc bùa kim loại. Hành động này đã bị Decepticon Barricade nhìn thấy và báo lại cho thủ lĩnh Megatron.
Xa bên ngoài Hệ Mặt Trời, Optimus đã nhận ra rằng hành tinh quê nhà của các Transformer, Cybertron, giờ đã bị vỡ ra thành các mảnh nhỏ và đang trên đường tiến thẳng tới Trái Đất. Anh biết được rằng quỹ đạo của Cybertron đang bị kiểm soát bởi Quintessa, Thủy tổ của Sự sống, kẻ tự nhận mình là đấng tạo hóa mà anh đang kiếm tìm. Cây trượng mà các Hộ vệ đưa cho Merlin vốn đã bị đánh cắp từ Quintessa, và sử dụng năng lực của mình, Quintessa đã giành quyền kiểm soát Optimus, gọi anh là "Nemesis Prime" và buộc anh phải lấy lại được cây trượng. Quintessa tiết lộ rằng Trái Đất thực ra chính là Unicron, kẻ thù lâu đời của Cybertron, và ả đang có ý định rút cạn sự sống của Trái Đất để có thể phục hồi lại Cybertron.
Các thành viên của đội TRF và đồng minh cũ của Autobot là William Lennox đã có một thỏa thuận với Megatron, qua đó giải phóng khỏi phòng giam một vài Decepticon có thể giúp Megatron lấy được bùa từ Cade. Megatron săn đuổi Yeager và theo chân anh tới một bãi phế liệu ở South Dakota, nơi anh cùng một số Transformer còn sống sót đang lẩn trốn. Sau khi bị các Decepticon tìm ra, Yeager liên bị tiếp cận bởi Cogman, một Transformer đại diện của nhà quý tộc Anh Edmund Burton. Cogman đã đưa Yeager và Bumblebee tới Anh để gặp Ngài Burton. Tại đây, Burton đã sắp xếp một cuộc gặp mặt giữa Yeager và Viviane Wembly, một giáo sư Oxford vừa mới bị Autobot Hot Rod bắt cóc về nhờ giả dạng thành chiếc Citroën DS lâu năm của cô. Burton giải thích ông là thành viên cuối cùng của dòng họ "Witwiccan", một dòng họ cổ có sứ mệnh giữ bí mật về lịch sử Transformer trên Trái Đất. Ông cũng tiết lộ rằng Viviane là hậu duệ cuối cùng của phù thủy Merlin, và cô có nhiệm vụ phải tìm và sử dụng cây trượng của ông để ngăn chặn việc Cybertron phá hủy Trái Đất.

## Diễn viên

### Con người
- Mark Wahlberg vai Cade Yeager
- Josh Duhamel vai William Lennox
- Stanley Tucci vai Merlin[11]
- Anthony Hopkins vai Ngài Edmund Burton[12][13][14]
- Laura Haddock vai Viviane Wembly[15][16][17]
- Minti Gorne vai Viviane hồi nhỏ
- Isabela Moner vai Izabella[18][19]
- Jerrod Carmichael vai Jimmy[20]
- Santiago Cabrera vai Santos[16][21][22][23]
- John Turturro vai Seymour Simmons[24]
- Liam Garrigan vai Vua Arthur[25]
- Glenn Morshower vai Đại tướng Morshower

Ngoài ra, Mitch Pileggi cũng xuất hiện với vai diễn thủ lĩnh của đội TRF, và Tony Hale vào vai một kỹ sư của JPL. Tyrese Gibson ban đầu vốn được trở lại với vai diễn Robert Epps, nhưng do xung đột lịch diễn với Fast & Furious 8 nên anh không thể tham gia được dự án. Nicola Peltz có một vai lồng tiếng khách mời cho nhân vật Tessa Yeager, con gái của Cade, người đã giúp đỡ các Autobot trong Kỷ nguyên hủy diệt. Một bức ảnh có mặt nhân vật Sam Witwicky do Shia LaBeouf thủ vai cũng được xuất hiện trong lâu đài của Ngài Burton.

### Transformer

#### Autobot
- Peter Cullen lồng tiếng Optimus Prime (biến thành đầu máy xe tải màu xanh với lửa đỏ)[30]
- Erik Aadahl lồng tiếng Bumblebee (biến thành chiếc Chevrolet Camaro SS)[31][32]
- John Goodman lồng tiếng Hound (biến thành chiếc xe tải quân sự loại xịn)[33]
- Ken Watanabe lồng tiếng Drift (biến thành chiếc Mercedes AMG GT-R)[34]
- John DiMaggio lồng tiếng Crosshairs (biến thành xe Chevrolet Corvette C7)[35]
- Jim Carter lồng tiếng Cogman[36][37][38][39][40]
- Omar Sy lồng tiếng Hot Rod (biến thành chiếc Lamborghini Centenario)[36][41][42]
- Reno Wilson lồng tiếng Sqweeks[43]
- Tom Kenny lồng tiếng Wheelie
- Steve Buscemi lồng tiếng Daytrader[44]
- Steven Barr lồng tiếng Topspin
- Frank Welker lồng tiếng Canopy[45]

#### Decepticon
- Frank Welker lồng tiếng Megatron[46][47]
- John DiMaggio lồng tiếng Nitro Zeus[48] và Onslaught[48][49]
- Jess Harnell lồng tiếng Barricade (biến thành chiếc xe Ford Mustang thế hệ 6)[50]
- Reno Wilson lồng tiếng Mohawk[51]
- Steven Barr lồng tiếng Berserker[48]

#### Khác
- Gemma Chan vai Quintessa[52]
- Frank Welker và John DiMaggio lồng tiếng Các Hộ vệ của Iacon[53]

## Sản xuất

### Phát triển

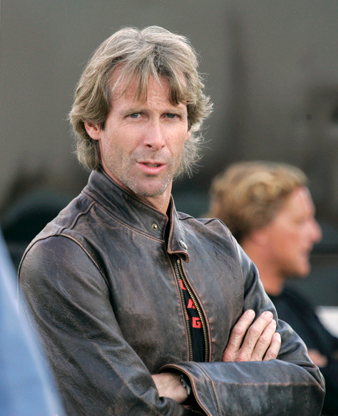
Michael Bay xác nhận bộ phim sẽ là lần cuối cùng ông giữ vai trò đạo diễn cho loạt phim Transformers.

Tháng 3 năm 2015, trang Deadline.com đưa tin rằng hãng Paramount Pictures đang đàm phán với nhà biên kịch từng thắng giải Oscar Akiva Goldsman về các ý tưởng mới cho tương lai của thương hiệu Transformers. Hãng phim dự định sẽ thực hiện những gì mà James Cameron và hãng 20th Century Fox đang làm với ba phần phim tiếp theo của Avatar, và cách mà hãng Disney đã phục hồi Star Wars, với các phần phim tiếp theo và phim điện ảnh ngoại truyện. Paramount muốn có một vũ trụ riêng cho Transformers, giống như Vũ trụ Điện ảnh Marvel của Marvel và Disney và Vũ trụ DC Mở rộng của DC Comics và Warner Bros. Goldsman trở thành người dẫn dắt cho các dự án trong tương lai, và đã làm việc với đạo diễn thương hiệu Michael Bay, nhà sản xuất điều hành Steven Spielberg và nhà sản xuất Lorenzo di Bonaventura để tạo ra một "phòng biên kịch", nơi chuyên ấp ủ các ý tưởng tiềm năng cho các phim điện ảnh Transformers hậu truyện, tiền truyện và ngoại truyện sắp tới. Các thành viên của phòng biên kịch này bao gồm Christina Hodson, Lindsey Beer, Andrew Barrer, Gabriel Ferrari, Robert Kirkman, Art Marcum & Matt Holloway, Zak Penn, Jeff Pinkner, Ken Nolan và Geneva Robertson-Dworet. Kirkman đã rời căn phòng này sau đúng một ngày làm việc để phẫu thuật cổ họng. Tháng 7 năm 2015, Akiva Goldsman và Jeff Pinkner được xác nhận là hai nhà biên kịch của Transformers phần năm. Tuy nhiên tới ngày 20 tháng 11, do một vài sự cố về quyền sở hữu, Paramount bắt đầu đàm phán với Art Marcum và Matt Holloway cùng với Ken Nolan để biên kịch cho bộ phim. Lindsey Beer và Geneva Robertson-Dworet cũng được mời thực hiện công việc này.
Sau Transformers 4: Kỷ nguyên hủy diệt, Bay quyết định sẽ không tham gia đạo diễn thêm một phim điện ảnh Transformers nào nữa. Tuy nhiên vào đầu tháng 1 năm 2016, trong một cuộc phỏng vấn với Rolling Stone, Bay phát biểu rằng ông sẽ trở lại đạo diễn cho phần phim thứ năm, và đây sẽ là bộ phim Transformers cuối cùng của ông. Tháng 4 năm 2016, Paramount thuê nhà quay phim Jonathan Sela vào đội ngũ thực hiện bộ phim. Tới ngày 17 tháng 5, qua tài khoản Instagram của mình, Bay tiết lộ tựa đề chính thức của phim sẽ là The Last Knight, hay Chiến binh cuối cùng, kèm theo một đoạn video cận cảnh mặt của Optimus Prime với đôi mắt màu tím thay vì xanh, và phần còn lại của khuôn mặt gần như không có màu sắc. Trang Twitter chính thức của loạt phim cũng đăng tải một đoạn clip ngắn 19-giây dưới dạng mã Morse khi dịch ra sẽ thành "I'm coming for you May 31" (tạm dịch: "Ta đến với ngươi đây 31 tháng 5"). Ngày 31 tháng 5 năm 2016, Megatron được xác nhận sẽ trở lại trong phần phim tiếp theo.

### Tuyển diễn viên
Tháng 12 năm 2014, Mark Wahlberg xác nhận rằng anh sẽ trở lại trong phần phim tiếp theo. Tháng 2 năm 2016, các sự kiện tuyển diễn viên cho các vai diễn chính và phụ mới được tổ chức tại Los Angeles và London, và Peter Cullen được xác nhận sẽ trở lại lồng tiếng cho nhân vật Optimus Prime. Gần 850 diễn viên và người thực hiện đã được thuê, với 450 người trong số đó là công dân Michigan, tương ứng với 228 vị trí toàn thời gian. Ngoài ra, thêm 700 công dân Detroit khác cũng được thuê do đây là một phần hợp đồng giữa Paramount và thành phố này. Ngày 13 tháng 4, trang TheWrap đưa tin nữ diễn viên Isabela Moner đang trong đàm phán để nhận vai diễn Izabella. Trang web cũng cho biết đạo diễn Bay đang nhắm Jean Dujardin, Stephen Merchant và Jerrod Carmichael cho các vai diễn phụ. Ngày 17 tháng 5 năm 2016, Josh Duhamel được xác nhận sẽ trở lại với vai diễn William Lennox, và Jerrod Carmichael đã được tuyển vào dàn diễn viên. Tháng 6 năm 2016, Anthony Hopkins, Mitch Pileggi, Santiago Cabrera và Laura Haddock tham gia dàn diễn viên, đồng thời Tyrese Gibson cũng xác nhận rằng anh sẽ trở lại với vai diễn Robert Epps. Tháng 8 năm 2016, Liam Garrigan được xác nhận sẽ vào vai Vua Arthur, cùng một nhân vật mà anh đã thủ vai trong phim truyền hình Ngày xửa ngày xưa, nhưng là một phiên bản khác. Ngày 4 tháng 9 năm 2016, Stanley Tucci xác nhận việc quay trở lại trong phần phim thứ năm. Ngày 14 tháng 10 năm 2016, Bay tiết lộ nam diễn viên John Turturro sẽ tiếp tục vai diễn Seymour Simmons từ ba phần phim đầu, và John Goodman sẽ trở lại lồng tiếng cho người máy Hound. Một tháng trước khi Transformers: Chiến binh cuối cùng được công chiếu, Bay xác nhận nhân vật Cogman sẽ được lồng tiếng bởi diễn viên Jim Carter, theo lời mời của nhà đồng biên kịch Matt Holloway, một người hâm mộ của loạt phim truyền hình Downton Abbey mà Carter có tham gia diễn xuất. Ngày 9 tháng 6 năm 2017, Reno Wilson xác nhận qua Twitter rằng anh sẽ có một vai diễn lồng tiếng trong phim. Vào ngày 16 tháng 6 năm 2017, Gibson tiết lộ rằng dù đã có hợp đồng với bộ phim, anh lại không thể thực hiện vai diễn Robert Epps do xung đột lịch làm việc với dự án Fast & Furious 8.

### Quay phim

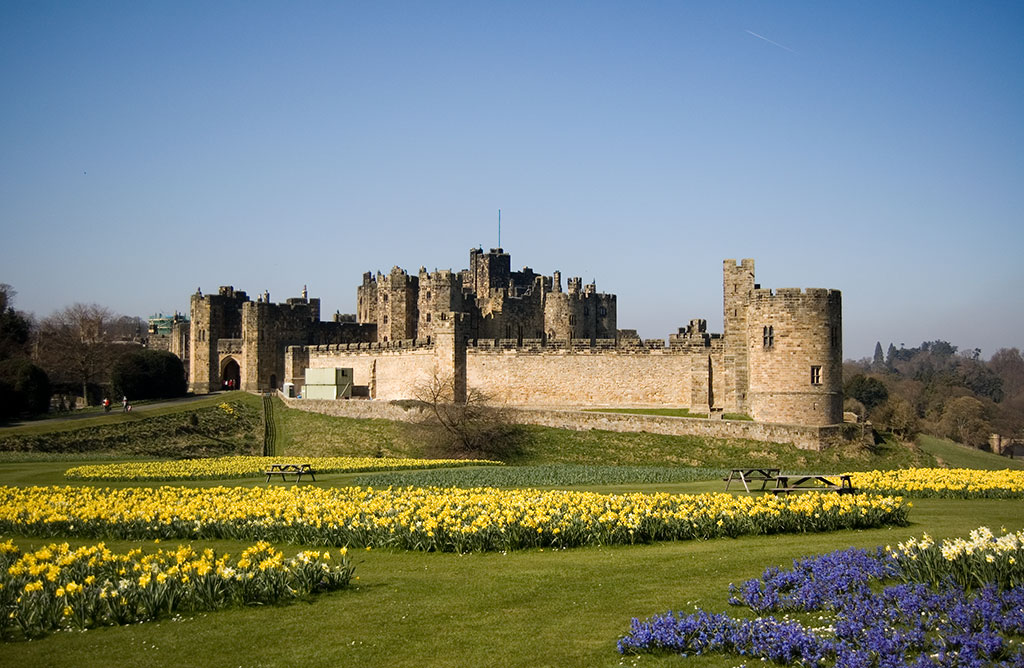
Lâu đài Alnwick tại Alnwick, Northumberland là một trong các địa điểm được lấy bối cảnh trong phim.

Quá trình quay phim chính được bắt đầu từ ngày 25 tháng 5 năm 2016 tại Havana, Cuba, với một vài cảnh quay được thực hiện bởi một "nhóm nhỏ". Phim được tiếp tục bấm máy vào ngày 6 tháng 6 năm 2016 tại Phoenix, Arizona và ngày 19 tháng 6 năm 2016 tại Detroit, Michigan, dưới tên sản xuất E75, với các cảnh quay bổ sung được thực hiện tại Chicago, Illinois. Tại Detroit, phim được quay tại Michigan Motion Pictures Studio, Packard Plant, tòa Michigan Central Station, Cafe D'Mongo's Speakeasy và khách sạn MGM Grand Detroit. Công tác sản xuất được chuyển tới châu Âu vào ngày 21 tháng 8 năm 2016, bắt đầu quay vào ngày 22 tháng 8 tại Scotland và Wales. Tại Anh, phim được ghi hình tại North Yorkshire, Newcastle trên sông Tyne, Northumberland, London, Gosport và công trình Stonehenge. Từ tháng 8 tới tháng 10 năm 2016, phim được quay tại Ireland, cùng ba khu vực Preikestolen, Trolltunga và Atlanterhavsveien tại Na Uy.
Đầu tháng 9 năm 2016, Transformers: Chiến binh cuối cùng được bấm máy tại Lâu đài Alnwick ở Alnwick, Northumberland thuộc Anh, trong đó bao gồm cả phân cảnh rượt đuổi bằng ô tô. Phân đoạn rượt xe cũng được quay tại khu tưởng niệm của khu Newcastle trên sông Tyne. Công tác sản xuất được tiếp tục tại Nhà thờ Thánh Aidan, Seahouses, nơi Walhberg đã dành ra một tiếng ở trong nhà thờ và đóng góp 200 GBP. Quý Cha Des McGiven phát biểu: "Tôi không hề biết anh ở trong nhà thờ cho tới khi anh rời đi. Một trong các giáo dân, Danielle Love, đã nhận ra anh và giải thích anh ấy là ai. Thật tuyệt khi chúng ta có anh trong cộng đồng, và chúng tôi tôn kính lòng hảo tâm của anh cho nhà thờ." Cuối tháng 9 năm 2016, phim được bấm máy tại Gosport, Hampshire, tại Bảo tàng Tàu ngầm Quân đội Hoàng gia. Ngày 5 tháng 10 năm 2016, phim được bấm máy tại nhà thờ St Bartholomew-the-Great, London. Công tác quay phim tại London kết thúc vào ngày 27 tháng 10 năm 2016. Quá trình quay phim chính được kết thúc vào ngày 4 tháng 12 năm 2016.

### Âm nhạc
Ngày 27 tháng 9 năm 2016, các tin tức xác nhận Steve Jablonsky, nhà soạn nhạc của cả bốn phần phim trước đó, sẽ tiếp tục trở lại biên soạn phần nhạc nền cho phần phim thứ năm. Album nhạc nền được phát hành trên các trang nhạc số vào ngày 23 tháng 6 năm 2017. Phiên bản giới hạn gồm 2 đĩa CD được phát hành bởi hãng La-La Land Records vào ngày 11 tháng 7 năm 2017 với chỉ 3000 bản được in ra. Khác với album nhạc phim của các phần trước với chỉ từ 14 đến 23 bản nhạc, nhạc phim của Transformers: Chiến binh cuối cùng sở hữu 34 bản nhạc, với tổng độ dài hơn hai tiếng.

## Phát hành
Transformers: Chiến binh cuối cùng được phát hành vào ngày 21 tháng 6 năm 2017, sau khi rời lên hai ngày từ ngày công chiếu cũ 23 tháng 6. Teaser trailer của phim được đăng tải vào ngày 5 tháng 12 năm 2016, và sau đó được công chiếu kèm với Rogue One: Star Wars ngoại truyện.

## Tiếp nhận

### Doanh thu phòng vé
Tính đến  ngày 23 tháng 7 năm 2017, Transformers: Chiến binh cuối cùng đã thu về $130 triệu USD tại thị trường Mỹ và Canada, và $475,3 triệu USD tại các quốc gia và vùng lãnh thổ khác, đưa tổng mức doanh thu toàn cầu lên tới $605,4 triệu USD, so sánh với kinh phí sản xuất 217 triệu USD.

### Đánh giá chuyên môn
Trên hệ thống tổng hợp kết quả đánh giá Rotten Tomatoes, phim nhận được 14% lượng đồng thuận dựa theo 180 bài đánh giá, với điểm trung bình là 3,2/10. Các chuyên gia của trang web nhất trí rằng, "Với phần nội dung mỏng manh, thiếu ăn nhập cùng các hiệu ứng tinh xảo và phô trương, Chiến binh cuối cùng y hệt như những gì mà bạn kỳ vọng vào phần phim thứ năm của thương hiệu Transformers." Trên trang Metacritic, phần phim đạt số điểm 28 trên 100, dựa trên 46 nhận xét, chủ yếu là những lời chỉ trích. Lượt bình chọn của khán giả trên trang thống kê CinemaScore cho phần phim điểm "B+" trên thang từ A+ đến F.

## Tranh cãi

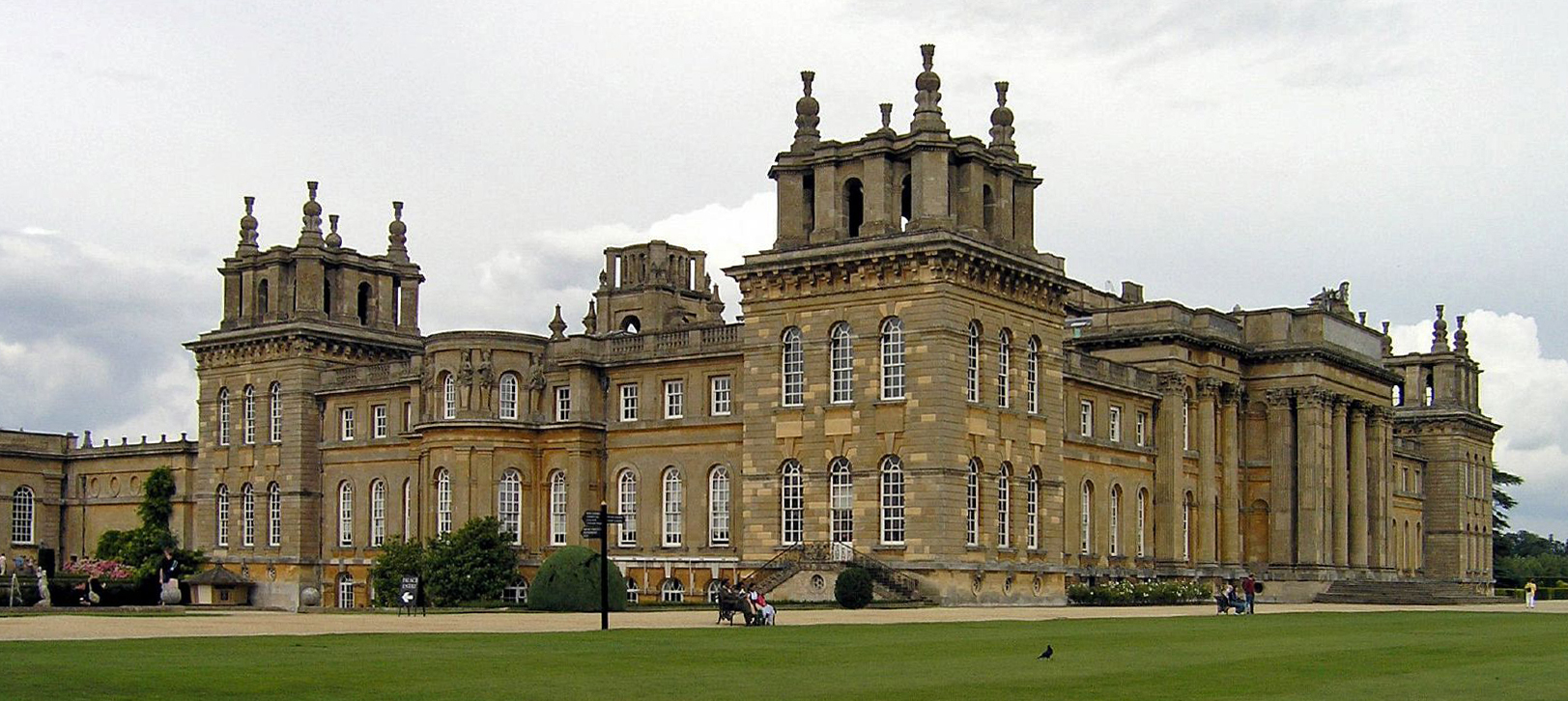
Cung điện Blenheim đã được trang trí bởi biểu tượng của Đảng Quốc xã.

Vào ngày 21 tháng 9 năm 2016, một vài cảnh quay được bấm máy tại Cung điện Blenheim, Woodstock, Oxfordshire ở Anh, ngôi nhà của Ngài Winston Churchill, Thủ tướng Anh trong Chiến tranh thế giới thứ hai. Tuy nhiên, lâu đài lại được trang trí với biểu tượng chữ Vạn trên lá cờ của Đảng Quốc xã do Adolf Hitler cầm đầu để quay phim. Điều này dấy lên nhiều tranh cãi và chỉ trích về việc "bất kính với Churchill", theo lời Đại tá Richard Kemp, người đã nhấn mạnh rằng Thủ tướng Churchill "sẽ lật mộ của mình lên". Tony Hayes của Hội Cự chiến binh Vương quốc Anh cho rằng những người từng phục vụ cho Thế chiến II sẽ "thất kinh" khi thấy điều này. Tờ The Sun đăng tải nhiều bức ảnh từ hậu trường quay phim. Các cựu chiến binh sau đó đã đả kích các nhà làm phim khi biến một cung điện lịch sử trở thành tổng hành dinh của Hitler. Bên ngoài lá cờ chữ Vạn, tờ The Sun còn đưa tin rằng tại phim trường các diễn viên mặc trang phục của Đức Quốc xã và xe tăng Đức.